# Shanghai Disney Resort
Shanghai Disney Resort – park rozrywki otwarty 16 czerwca 2016 roku, zbudowany przez The Walt Disney Company.
Kompleks zajmuje obszar 3,9 km² w dzielnicy Pudong w Szanghaju. Składa się z parku tematycznego Shanghai Disneyland, dwóch hoteli (Shanghai Disneyland Hotel i Toy Story Hotel) oraz kompleksu handlowo-rozrywkowego Disneytown. The Walt Disney Company jest właścicielem 43 procent resortu; a większość 57 procent, należy do Shanghai Shendi Group, spółki joint venture należącej do rządu municypalnego Szanghaju.

## Atrakcje

### Kolejki górskie
W 2024 roku w parku znajdowały się 3 czynne kolejki górskie.

#### Czynne
| # | Nazwa                     | Producent | Data otwarcia    | Typ                      | Wysokość [m] | Prędkość [km/h] | Źródło |
| - | ------------------------- | --------- | ---------------- | ------------------------ | ------------ | --------------- | ------ |
| 1 | Seven Dwarfs Mine Train   | Vekoma    | 16 czerwca 2016  | stalowa rodzinna         | 13,5         | 46,5            | [ 8 ]  |
| 2 | TRON Lightcycle Power Run | Vekoma    | 16 czerwca 2016  | stalowy launched coaster | 23,8         | 95,4            | [ 9 ]  |
| 3 | Rex’s Racer               | Intamin   | 26 kwietnia 2018 | stalowy shuttle coaster  | 27,7         | 75,6            | [ 10 ] |

#### W budowie
W 2024 roku w parku w budowie znajdowała się 1 nowa kolejka górska:
| # | Nazwa | Producent | Data otwarcia | Typ | Wysokość [m] | Prędkość [km/h] | Źródło |
| - | ----- | --------- | ------------- | --- | ------------ | --------------- | ------ |
| 1 | ?     | ?         | 2027          | ?   | ?            | ?               | [ 12 ] |